# Piper puniceum
Piper puniceum är en pepparväxtart som beskrevs av William Trelease. Piper puniceum ingår i släktet Piper och familjen pepparväxter. Inga underarter finns listade i Catalogue of Life.